# Phare de North Head
Le phare de North Head est un phare situé sur  North Head à l'embouchure du fleuve Columbia, dans le comté de Pacific (État de Washington), aux États-Unis. Il fait partie du Cape Disappointment State Park (en)
Ce phare est géré par la Garde côtière américaine, et les phares de l'État de Washington sont entretenues par le district 13 de la Garde côtière  basé à Seattle.

## Histoire
Le phare de North Head a été construit en 1897 après que les marins se soient plaints que le phare du cap Disappointment, installé en 1856, n'était pas visible aux navires venant du nord.
La lentille de Fresnel de premier ordre est expose au Lewis and Clark Interpretive Center  dans le Cape Disappointment State Park. L'objectif de quatrième ordre est exposé au Musée maritime du Columia à Astoria, en Oregon.
En novembre 2012, l'US Coast Guard a confié la propriété de la station de signalisation au Washington State Park System (en). Les travaux de réparation et de restauration sont entrepris par l'État et un groupe de bénévoles de l'association Keepers of North Head Lioght  qui est une branche des Amis du Columbia River Gateway.

## Description
Le nouveau phare a été conçu par Carl W. Leick (en), avec une tour de 20 m de haut installée sur une falaise de 30 m directement face à l'océan et clairement visible par les navires venant du nord. La station  comprenait deux constructions pour le carburant à l'est du phare, une résidence de gardien, un logement en duplex pour deux gardiens adjoints, une grange et des dépendances, qui demeurent sur le site.
La lentille de Fresnel de premier ordre du phare du cap Disappointment  a été transféré à North Head et a été allumé pour la première fois en 1898. En 1935, cet objectif de premier ordre a été remplacé par un objectif de quatrième ordre. Dans les années 1950, il a été remplacé et, plus tard encore, par un système optique moderne monté à l'extérieur de la tour.
Une aéro-balise marine Crous-Hinds a été mise en service au phare le 1er août 1961 et la lumière a été automatisée en décembre de la même année. Une balise VRB-25 (en) a été installée en 1999.
Le phare émet, à une hauteur focale de 59 m, deux éclats blancs toutes les 30 secondes. Sa portée est de 26 milles nautiques (environ 48 km).
Identifiant : ARLHS : USA-553 - Amirauté : G4718 - USCG : 6-0700 .

## caractéristique duFeu maritime
Fréquence : 30 secondes (W-W)
- Lumière : 0.2 seconde
- Obscurité : 7.3 secondes

|            |
| North Head |

|           |
| L'optique |

|          |
| Le phare |

### Lien connexe
- Liste des phares de l'État de Washington